# 吉田愛歩
吉田 愛歩（よしだ あゆみ、1979年2月11日 - ）は、日本の元子役・元女優。東京都出身。本名同じ。

## 来歴・人物
- 1986年に劇団ひまわり入団[1]。1980年代後半から1990年代にかけて子役・女優として活躍。
- 子役・女優時代は劇団ひまわり・砂岡事務所に所属していた。

## 出演作品（子役・女優時代）

### テレビドラマ
- 花のあすか組! 第12話（CX、1988年7月4日）- 明美 役
- 熱中時代スペシャル（NTV、1988年10月26日）
- 追いかけたいの! 第9話（CX、1988年12月21日）
- 夢を追う女1（NTV、1989年2月15日）
- 逆転判決（NTV、1989年5月2日）
- 熱中時代スペシャル（NTV、1989年10月11日）
- 過ぎし日のセレナーデ 第1話 - 第4話（CX、1989年10月19日 - 11月9日）
- 夢を追う女2（NTV、1989年12月27日）
- 手話法廷 ろうあ者を巻き込んだ殺人未遂事件！最後の証人にかける弁護士水城邦子（NTV、1990年1月9日）
- 蟻地獄（NTV、1990年2月28日）
- 運命の絆（TBS、1990年4月26日）
- 夢を追う女3（NTV、1990年8月1日）
- 特警ウインスペクター 第47話（ANB、1990年12月30日）- 手塚 葉子 役
- 疑惑法廷　弁護士水城邦子（NTV、1991年1月22日）
- 夢を追う女4（NTV、1991年5月8日）
- 刑事貴族2 第11話（NTV、1991年7月5日）
- 警察官の妻たち（TBS、1991年7月29日）
- 苦い判決（NTV、1991年9月3日）
- 緋の川（NTV、1992年3月3日）
- 灰色無罪（NTV、1993年7月27日）
- とっても母娘（TBS、1995年1月4日 - 2月17日）- 北川 沙由美 役
- 4人のサンタクロース（CX、1995年12月26日）
- 東京SEXバレンタインスペシャル CASE.3（CX、1996年2月8日）

### CM
- ナショナル「エレック」「システムキッチン」「HALS」等多数
- アキレス
- 日清製粉ディズニーホットケーキミックス
- ダイワハウス

### 映画
- 殺し屋PAZUZU

### 教育映画
- うれしい時にも涙が出る（1988年・神山征二郎監督）
- ぼくと仔犬のわんぱく大事件（1988年・西垣吉春監督）

### 雑誌
- 週刊プレイボーイ